# 格里格斯街站
格里格斯街站（英語：Griggs Street station）位于马萨诸塞州波士顿奥尔斯顿联邦大道与格里格斯街交汇路口，是马萨诸塞湾交通局运营的轻轨绿线B支线车站。车站曾用名为格里格斯街站/长大道站。车站并不提供无障碍服务。车站站台为侧式站台，旁边有小路可供乘客穿过铁轨。